# Bill Mackey
Bill Mackey (Dayton (Ohio), 15 de dezembro de 1927 — Winchester, 29 de julho de 1951) foi um automobilista norte-americano que participou apenas nas 500 Milhas de Indianápolis de 1951. As 500 Milhas de Indianápolis fez parte do calendário da Fórmula 1 de 1950 até 1960.
Faleceu vítima de acidente enquanto disputava uma prova no Winchester Speedway em 29 de julho de 1951, o dia que ficou conhecido como "Domingo Negro".